# Ulla Wiesner
Ulla Wiesner (nacida el 12 de diciembre de 1940, en Múnich) es una cantante Alemana.

## Carrera
Ulla Wiesner se desempeñó como cantante desde 1963 hasta 2002. En 1965, ella representó a Alemania en el Festival de la Canción de Eurovisión, con la canción «Paradies, wo bist du?» (paraíso, ¿donde estás?). La canción terminó en la última posición con 0 puntos, junto con Bélgica, España y Finlandia.
Desde aquel entonces, ella grabó una serie de importantes sencillos, tales como "Abends kommen die Sterne" (Por la tarde las estrellas salen), "My Darling", "My Love" y "Charade".
Ulla Wiesner se casó con el director de televisión Alemán, Alexander Arnz (nacido 1932 y fallecido en 2004) en 1999.